# Liste des municipalités de l'État de l'Amapá
L'État de l'Amapá, au Brésil compte 16 municipalités (municípios en portugais).

## Municipalités
- Amapá
- Calçoene
- Cutias
- Ferreira Gomes
- Itaubal
- Laranjal do Jari
- Macapá (capitale de l'État de l'Amapá)
- Mazagão
- Oiapoque
- Pedra Branca do Amapari
- Porto Grande
- Pracuúba
- Santana
- Serra do Navio
- Tartarugalzinho
- Vitória do Jari

## Sources
- Infos supplémentaires (cartes simple et en PDF, et informations sur l'État). (N.B. : La localisation des municipalités Laranjal do Jari et Vitória do Jari ont été inversées).
- Infos sur les municipalités du Brésil
- Liste alphabétique des municipalités du Brésil